# Quentin Sodogas
Quentin Sodogas (9 febbraio 2002) è uno snowboarder francese, specializzato nello snowboard cross.

## Biografia
Specializzato nello snowboard cross e attivo a livello internazionale dal dicembre 2017, Quentin Sodogas ha debuttato in Coppa del Mondo il 13 dicembre 2019, giungendo 45º a Montafon. 
In carriera non ha mai debuttato ai Giochi olimpici invernali e ha preso parte a un'edizione dei Campionati mondiali di snowboard.

## Palmarès

### Coppa del Mondo
- Miglior piazzamento nella Coppa del Mondo di snowboard cross: 22° nel 2022